# صرخة القلب (فلم)
صرخة القلب (بالفرنسية: Le Cri du cœur)، هُو فيلم دراما بوركينابي فرنسي صدر سنة 1994، وقد أخرجه إدريسا ويدراوغو.

## طاقم التمثيل
- ريتشارد بورينجر في دور باولو.
- Saïd Diarra في دور مختار.
- Félicité Wouassi في دور صافي.
- اليكس ديسكاس في دور إبراهيم سو.
- Clémentine Célarié في دور ديبورا.
- Jean-Yves Gautier في دور بول غيران.
- الشيخ دوكوري في دور مامادو.
- Adama Ouédraogo في دور آداما.
- Ginette Fabet في دور فيرمين.
- Adama Kouyaté في دور الجد.
- Valérie Gil في دور السيدة رومان.
- Grégoire Le Du في دور أوليفيه.

## وصلات خارجية
- مقالات تستعمل روابط فنية بلا صلة مع ويكي بيانات